# Cristoforo Landino

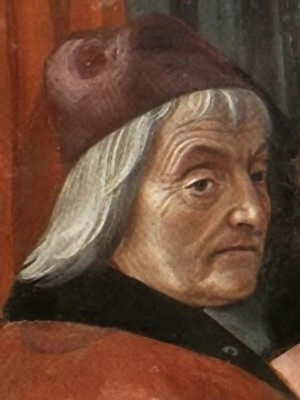
Porträt Landinos auf einem Fresko von Domenico Ghirlandaio in der Kapelle Tornabuoni der Kirche Santa Maria Novella, Florenz

Cristoforo Landino (mit Angabe des Vatersnamens Cristoforo di Bartolomeo Landino, latinisiert Christophorus Landinus; * 8. Februar 1425 in Florenz; † 24. September 1498 in Borgo alla Collina, heute Ortsteil von Castel San Niccolò) war ein italienischer Humanist, Dichter, Literaturtheoretiker, Philosoph und Übersetzer. Seine langjährige Tätigkeit als Professor für Rhetorik und Poetik an der Universität Florenz, einem führenden Zentrum des Renaissance-Humanismus, machte ihn zu einem der einflussreichsten Gelehrten seiner Zeit.
Landinos Œuvre ist teils in lateinischer, teils in italienischer Sprache abgefasst. Es besteht in erster Linie aus lateinischer Liebeslyrik, drei Dialogen über philosophische Themen und einer Reihe von Klassikerkommentaren. Die lyrische Produktion ist größtenteils in der vom Dichter selbst angelegten Gedichtsammlung Xandra zusammengestellt, die in zwei Fassungen vorliegt. Von seinen philosophischen Werken ist das bekannteste der Dialog Disputationes Camaldulenses. Dort wird die Frage erörtert, ob eine zurückgezogene, kontemplative Lebensweise ertragreicher ist als eine Beteiligung am öffentlichen Leben. Die Klassikerkommentare erläutern antike Dichtung sowie Dantes Commedia.
Das philosophische Welt- und Menschenbild Landinos ist stark von seinem Platonismus geprägt, vor allem von neuplatonischem Gedankengut, das den Einfluss seines Freundes Marsilio Ficino erkennen lässt. Merkmale seines literaturtheoretischen Ansatzes sind der Versuch, poetische Schönheit durch stilistische Untersuchung nach Grundsätzen der Rhetorik und Dichtungstheorie zu erfassen, und das Streben nach Enthüllung eines tieferen Sinnes klassischer Werke durch allegorische Interpretation. Den Hintergrund bildet Landinos Überzeugung von der einzigartigen, überragenden Bedeutung der Poesie für die Bildung und die existenzielle Wahrheitssuche. Aus seiner Sicht sind die göttlich inspirierten Dichter als weise Erzieher der Menschheit dazu berufen, die höchsten Wahrheiten in vollendet schöner Form darzubieten. Als begeisterter Bewunderer der italienischen Dichtung Dantes setzte sich Landino nachdrücklich dafür ein, die italienische Volkssprache, das volgare, in ihrer toskanischen Ausprägung als vollwertige, dem Lateinischen ebenbürtige Literatursprache zu akzeptieren.
In seinem Umfeld erfreute sich Landino als Dichter und als Gelehrter hohen Ansehens. Sein Wirken prägte die nachfolgende Florentiner Humanistengeneration, wenngleich seine Methode auch auf scharfe Kritik stieß. Die moderne Forschung würdigt ihn als begabten neulateinischen Dichter und Redner, als einflussreichen Vorkämpfer der volkssprachlichen Literatur und als Verkünder eines humanistischen Lebensideals.

## Leben

### Herkunft, Jugend und juristische Ausbildung
Cristoforo Landino stammte aus bescheidenen Verhältnissen. Seine Vorfahren waren in Pratovecchio ansässig, einer Ortschaft in der heutigen Provinz Arezzo, die im 15. Jahrhundert zum Machtbereich der Republik Florenz gehörte. In den Parteikämpfen zwischen Ghibellinen und Guelfen stand die Familie auf der guelfischen Seite; nach Cristoforos Angaben kämpfte ein Landino 1289 in der Schlacht von Campaldino auf der Seite der siegreichen Guelfen mit. Der angesehene Komponist und Organist Francesco Landini soll Cristoforos Großonkel gewesen sein. Da der Vater des Humanisten, Bartolomeo, in Pratovecchio beheimatet war, wird dieses Dorf manchmal als Cristoforos Geburtsort bezeichnet. Er selbst teilt jedoch mit, dass er in Florenz geboren wurde. Als Geburtsjahr steht 1425 fest; die häufige irrige Angabe 1424 geht darauf zurück, dass nach dem alten florentinischen Kalender das Jahr erst am 25. März begann.
Schon als Kind zeigte Cristoforo Landino starkes Interesse an klassischer Bildung, wobei ihm sein Onkel, der Dichter und Gelehrte Gabriele Landino, Vorbild war. Gabriele gehörte dem Mönchsorden der Kamaldulenser an und war ein Schüler des Ordensgenerals Ambrogio Traversari, eines bedeutenden Gräzisten. Cristoforos Vater wollte aber aus ihm keinen Literaten, sondern einen Juristen machen; juristische Berufe waren einträglich und angesehen. Daher vertraute Bartolomeo Landino die Ausbildung seines Sohnes dem päpstlichen Notar Angelo Atti da Todi an, der zur Kanzlei Papst Eugens IV. gehörte. Der Notar brachte den Zehnjährigen an einer Rechtsschule in Volterra unter und verfügte vor seinem Tod testamentarisch, dass der Unterricht seines Schützlings aus seinem Nachlass finanziert werden sollte. Bis 1439 blieb Cristoforo in dieser Schule, abgesehen von einem möglichen zeitweiligen Studienaufenthalt in Pavia. Nach dem Abschluss der juristischen Ausbildung kehrte er nach Florenz zurück. Er zeigte aber keine Neigung zu einer entsprechenden Berufswahl, für die aus seiner Sicht nur der Zwang materieller Not sprach. Stattdessen widmete er sich der humanistischen Bildung.

### Frühe humanistische Betätigung und lyrisches Schaffen (1439–1458)
Florenz war in dieser Zeit das bedeutendste Zentrum des Humanismus. Daher fand Landino bei seiner Rückkehr in seine Heimatstadt dort besonders günstige Bedingungen für seine Studien und für eine glanzvolle literarische und wissenschaftliche Karriere vor. Sein Lehrer wurde nun der hochangesehene Gelehrte Carlo Marsuppini, der an der Florentiner Universität, dem Studio fiorentino, ein breites philologisches und philosophisches Fächerspektrum unterrichtete und ab 1444 auch Staatskanzler der Republik Florenz war. Bis zum Tode Marsuppinis 1453 blieb Landino dessen Schüler. Bei ihm studierte er Rhetorik und Dichtkunst. Einen hilfreichen Kontakt knüpfte er zu Piero di Cosimo de’ Medici, dem Sohn und späteren Nachfolger des äußerst einflussreichen Staatsmanns, Bankiers und Mäzens Cosimo de’ Medici. Die Familie Medici lenkte seit 1434 die Politik der Republik Florenz und profilierte sich auch durch prestigeträchtige Förderung der humanistischen Kultur. Ein enges Verhältnis gewann Landino zu dem vielseitigen Kunsttheoretiker Leon Battista Alberti.
Die erste Gelegenheit zu öffentlichem Hervortreten erhielt Landino, als Leon Battista Alberti 1441 zusammen mit Piero de’ Medici einen Dichterwettstreit, den Certame coronario, veranstaltete. Dabei konkurrierten Gedichte im volgare, dem toskanischen Dialekt des Italienischen, der später zur Schriftsprache erhoben wurde. Die Absicht der Veranstalter war, das damals in der Bildungsschicht noch vernachlässigte Italienische gegenüber dem dominierenden Latein als literarische Sprache aufzuwerten. Sie wollten zur Dichtung in der von konservativen Latinisten missachteten Muttersprache ermutigen. Landino fiel die Aufgabe zu, ein Gedicht von Francesco d’Altobianco degli Alberti, einem Verwandten Leon Battistas, vorzutragen. Dieser Humanist war der Testamentsvollstrecker von Landinos Gönner Angelo Atti da Todi. Der Wettbewerb war mit hohen Erwartungen verbunden, endete aber mit einem Fehlschlag: Keinem der Teilnehmer wurde der Siegespreis zuerkannt. Als Preisrichter hatten die Veranstalter namhafte, aber konservative Humanisten ausgesucht, die sich an der lateinischen Dichtung orientierten und nicht gewillt waren, eines der volkssprachlichen Gedichte für auszeichnungswürdig zu erklären. Für Landino war jedoch sein öffentliches Auftreten bei diesem Anlass ein Erfolg, denn er konnte sein Talent zum Rezitieren zur Geltung bringen und sich Anerkennung verschaffen.
Um die Mitte der 1440er Jahre war Landino in der Staatskanzlei tätig; als deren Mitarbeiter hielt er sich 1446 mehrere Monate mit einer Florentiner Gesandtschaft in Rom an der Kurie auf. Spätestens Anfang 1444 vollendete er die erste Fassung seiner Gedichtsammlung Xandra, die er Leon Battista Alberti widmete.
Der Tod Marsuppinis im Jahr 1453 hinterließ am Studio fiorentino eine große Lücke, denn niemand war in der Lage, das gesamte philologische und philosophische Fächerspektrum des Verstorbenen einschließlich der Gräzistik zu vertreten. Daher blieb sein Lehrstuhl, der griechische und lateinische Literatur, Rhetorik, Poetik und Philosophie umfasste, zunächst vakant. Um die Neubesetzung brach ein heftiger Streit aus, der als „Studio-Kontroverse“ bekannt ist. Landino, der zu den Kandidaten zählte, erhielt um diese Zeit bereits befristete Lehraufträge, vielleicht für Grammatikkurse, und lehrte daneben auch auf privater Basis. Er war für Rhetorik und Poetik qualifiziert, nicht aber für den gräzistischen Bereich. Daher stieß seine Kandidatur auf den Widerstand einer Gruppe von Gelehrten, zu der zwei der namhaftesten Florentiner Humanisten, Donato Acciaiuoli und Alamanno Rinuccini, zählten. Sie wollten den Lehrstuhl unbedingt mit einem berühmten Wissenschaftler vom Format Marsuppinis besetzen und favorisierten Francesco Filelfo, der fachlich hervorragend geeignet, aber politisch umstritten war. Schließlich wurde der Lehrstuhl 1455 in drei Professuren aufgeteilt: eine für Philosophie, eine für Gräzistik und eine für Rhetorik und Poetik. Auf die letztgenannte Stellung konnte Landino nun hoffen; allerdings hatte er drei Konkurrenten. Während sich die Entscheidung hinzog, übernahm Landino 1456 in der Staatskanzlei die Funktion eines der vier Assistenten des Kanzlers.

### Professur (1458–1496)

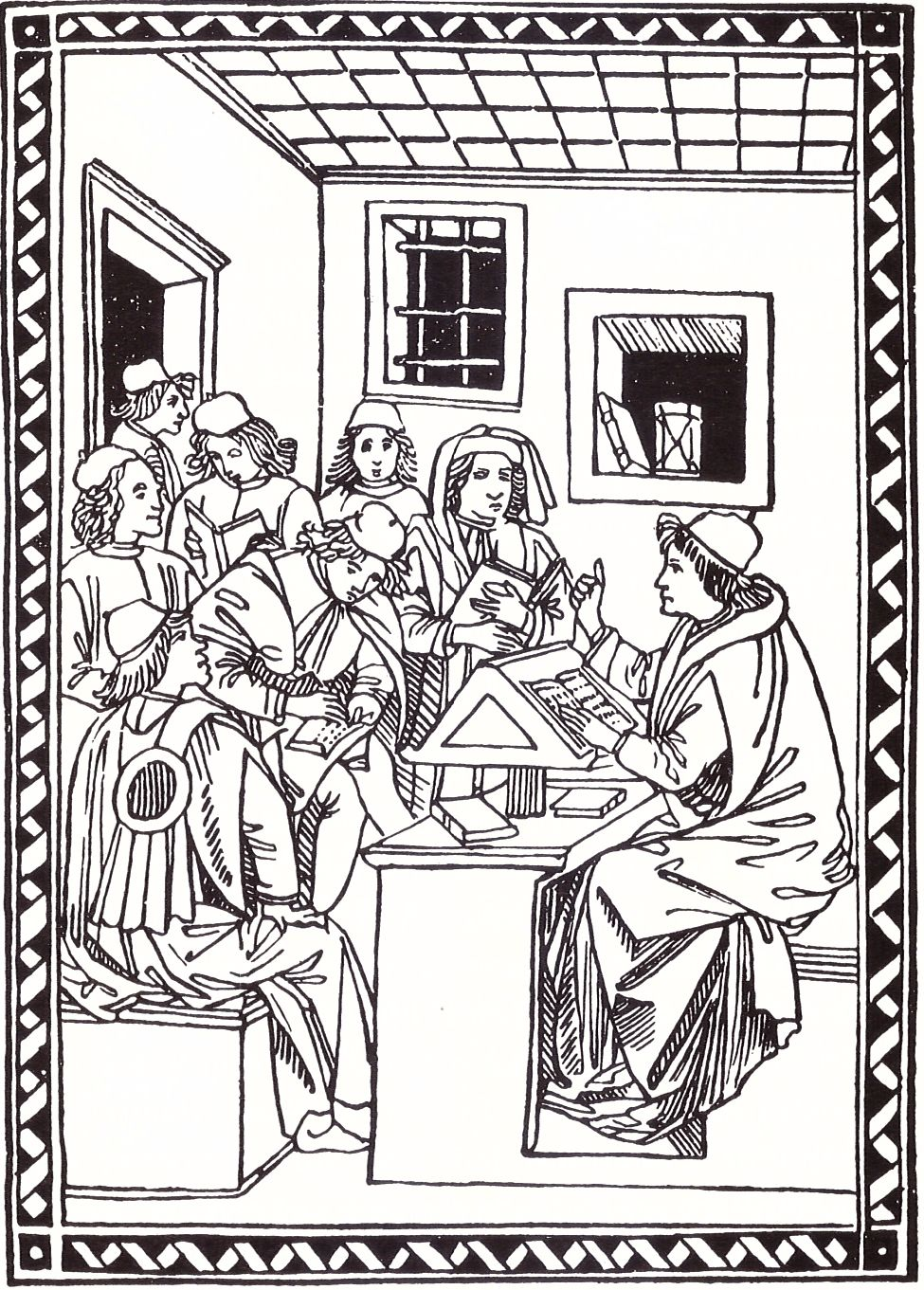
Landino beim Unterricht. Holzschnitt, Frontispiz des Formulario de epistole vulgare, Ausgabe Florenz 1492

Eine Wende trat in Landinos Leben ein, als er am 18. Januar 1458 den nach der Teilung geschaffenen neuen Lehrstuhl für Rhetorik und Poetik erhielt, wobei ihm seine guten Beziehungen zu den Medici halfen. Sein relativ bescheidenes Anfangsgehalt betrug nur hundert Florin jährlich, doch der Ansehensgewinn war beträchtlich; er konnte sich nun als namhafter Literaturtheoretiker etablieren. Als Professor an der prestigereichen Florentiner Universität zählte er zu den führenden Repräsentanten humanistischer Gelehrsamkeit und konnte maßgeblichen Einfluss auf die nachwachsende Humanistengeneration gewinnen. Seine Lehrveranstaltungen waren außerordentlich beliebt. Einige seiner Schüler wurden später prominente Persönlichkeiten: die Dichter Ugolino Verino (1438–1516) und Angelo Poliziano, der Philosoph Marsilio Ficino, der Philologe Bartolomeo della Fonte und der Politiker, Diplomat und Historiker Andrea Cambini († 1527). Mit seinem wachsenden Ruhm steigerte sich auch seine Vergütung: In den 1460er Jahren wurde das Gehalt auf zweihundert Florin erhöht, ab 1471 erhielt er dreihundert Florin, womit er zu den bestbezahlten geisteswissenschaftlichen Professoren seiner Zeit zählte. Zum Unterrichtsstoff gehörten Werke der berühmten antiken Autoren Cicero, Vergil, Horaz, Juvenal und Persius, aber auch Dichtungen Petrarcas und Dantes Commedia.
Im Jahr 1460 heiratete Landino Lucrezia Alberti, die Tochter des Alberto di Aldovardo degli Alberti. Die Eheschließung brachte ihm eine Mitgift von etwa 500–700 Florin ein. Mit Lucrezia hatte er die Söhne Piero und Bernardo sowie die Töchter Beatrice und Laura, die er nach den von Dante und Petrarca idealisierten Frauengestalten benannte.
Auf Initiative Ficinos pflegte sich ein lockerer Gesprächskreis von befreundeten Dichtern, Literaten und Philosophen zu treffen, der später unter der Bezeichnung „Platonische Akademie“ bekannt wurde. Landino nahm an dem Gedankenaustausch teil und empfing in der Gruppe Anregungen.

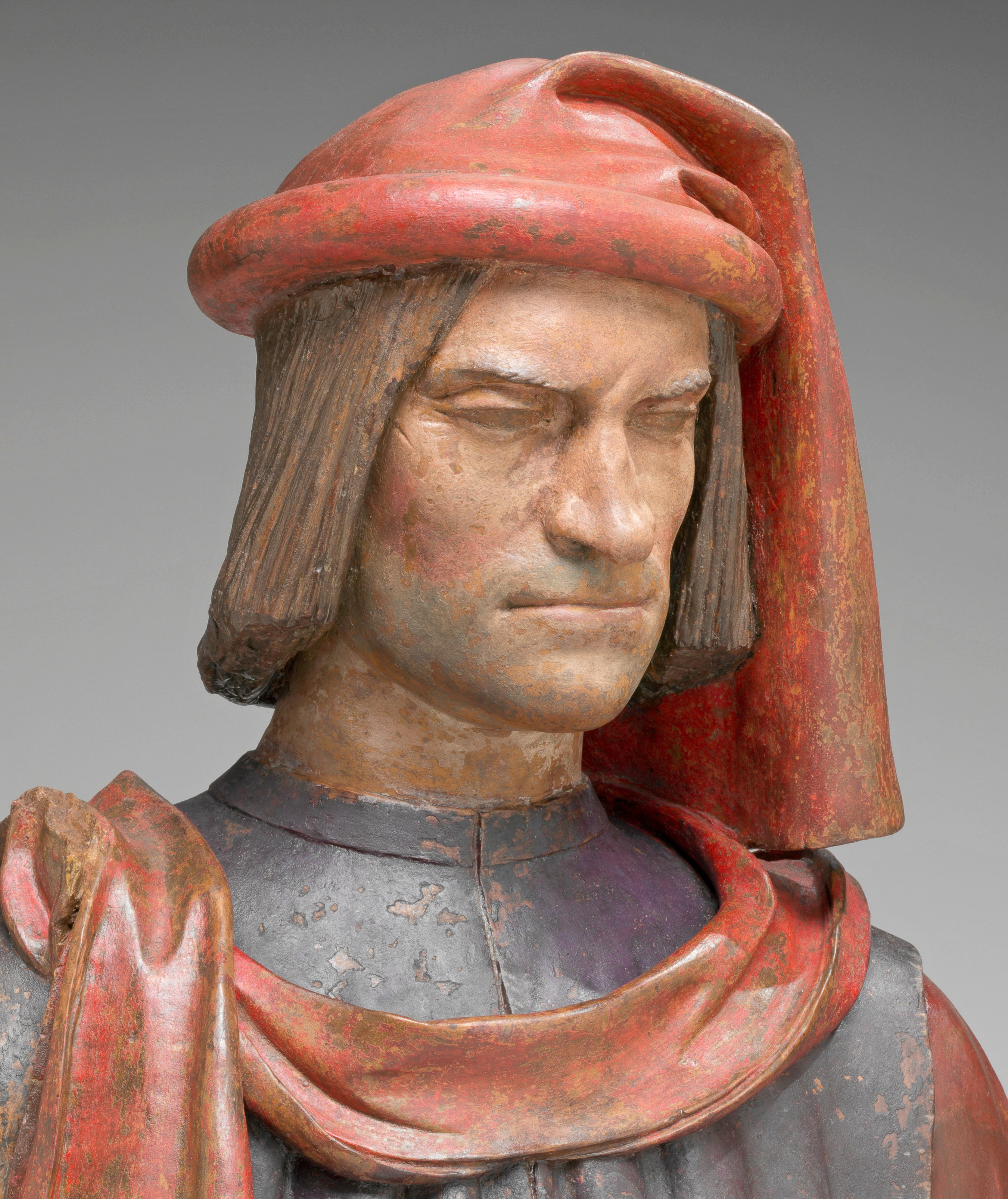
Lorenzo il Magnifico. Büste in der National Gallery of Art, Washington, D.C.

Landinos Gönner Piero di Cosimo de’ Medici beteiligte ihn an der Erziehung seines Sohnes und künftigen Nachfolgers Lorenzo, der später der führende Staatsmann von Florenz wurde und sich als bedeutender Förderer von Kunst und Wissenschaft profilierte, weswegen er den Beinamen il Magnifico erhielt. Zwischen dem Gelehrten und seinem prominenten Schüler entstand ein enges Verhältnis. Briefe Landinos zeigen, dass er in den 1460er Jahren versuchte, intensiven Einfluss auf Lorenzo zu nehmen.
Im Mai 1465 übernahm Landino das Amt des Kanzlers der „Guelfenpartei“, einer Institution, die auf den jahrhundertealten Streit zwischen Guelfen und Ghibellinen zurückging. Dieser Konflikt hatte Florenz in zwei feindliche Lager gespalten. Die Guelfenpartei war ursprünglich eine Vereinigung zum Kampf gegen die Ghibellinen. Seit ihrem endgültigen Sieg im 13. Jahrhundert war aber ganz Florenz guelfisch. Daher wurde die Existenzberechtigung der „Partei“ zur Zeit Landinos bezweifelt. Sie galt zwar als altehrwürdig, wurde aber als anachronistisch kritisiert. Dennoch spielte sie weiterhin eine wichtige politische Rolle als eigenständiges Machtzentrum, verfügte über beträchtlichen Besitz und war von der Steuerpflicht befreit. Die Medici, denen dies missfiel, versuchten den Einfluss der parte Guelfa zurückzudrängen und sie unter ihre Kontrolle zu bringen. Landino musste als Kanzler die Interessen der Medici berücksichtigen, setzte sich aber für den Fortbestand der in ihrer Existenz bedrohten Partei ein. Die Kämpfe der Vergangenheit beurteilte er aus guelfischer Sicht. Seine Haltung und die entsprechende Deutung der Geschichte von Florenz erläuterte er 1471 in einem Brief. Nach seiner Darstellung waren die Ghibellinen von Anfang an umstürzlerisch, herrschsüchtig und gewalttätig, während die Guelfen Recht und Gerechtigkeit schützten. In Florenz hätten die Guelfen nach ihrem Sieg die alte freiheitliche Staatsordnung wiederhergestellt. Die verbrecherischen Anführer der Ghibellinen seien zwar bestraft worden, den Mitläufern habe man aber Verzeihung gewährt, um sie in die neue Ordnung zu integrieren. Durch diese weitsichtige Politik hätten die Guelfen die verhängnisvolle Spaltung überwunden und das Volk zu einer Einheit zusammengeschmolzen.
Im Rahmen einer Reorganisation der Staatskanzlei wurde Landino 1483 in das neue Gremium der Sekretäre aufgenommen. Unter ihnen hatte er anscheinend den höchsten Rang.

### Letzte Lebensjahre und Tod
Am 14. Juli 1496 wurde Landino von seiner Lehrverpflichtung entbunden. Er behielt jedoch sein Amt als Sekretär in der Staatskanzlei. In dieser Funktion wurde er trotz seines hohen Alters noch im Februar 1498 bestätigt, allerdings nur ehrenhalber, denn er war nicht mehr imstande, die damit verbundenen dienstlichen Aufgaben angemessen zu erfüllen. Dennoch wurde ihm das Gehalt weiterhin ausgezahlt. Er zog sich nach Borgo alla Collina zurück, einem Ort im Casentino, der ursprünglichen Heimatregion seiner Familie, wo ihm die Republik Florenz den Burgturm des Kastells als Wohnsitz zur Verfügung gestellt hatte. Dort starb er am 24. September 1498 und wurde in der Kirche San Donato beigesetzt. Seine mumifizierte Leiche – für die örtliche Bevölkerung „San Cristoforo“ – war noch im 20. Jahrhundert in der Kirche zu sehen.

## Bildnis
Von Landino ist ein zeitgenössisches Bildnis erhalten. Der Maler Domenico Ghirlandaio porträtierte ihn zusammen mit Marsilio Ficino, Angelo Poliziano und dem griechischen Humanisten Demetrios Chalkokondyles auf einem Fresko in der Kapelle Tornabuoni der Kirche Santa Maria Novella in Florenz.

## Werke

### Lyrik
Die literarische Produktion Landinos setzte mit seiner Lyrik ein, die ausnahmslos lateinisch ist. Das erste Werk, mit dem er hervortrat, war die Gedichtsammlung Xandra. Unter diesem Titel stellte er seine Lyrik in einem Buch zusammen, das er Ende 1443 oder Anfang 1444 zu einem ersten Abschluss brachte. Später änderte und erweiterte er die Sammlung beträchtlich. Die endgültige zweite Fassung, die drei Bücher umfasst, vollendete er erst im Zeitraum 1458–1460; sie ist Piero de’ Medici gewidmet. Außerdem sind außerhalb der Sammlung Xandra weitere Gedichte über verschiedene Themen überliefert, von denen dreizehn sicher von Landino stammen, während bei den übrigen die Zuschreibung ungewiss oder unzutreffend ist. Fast das gesamte lyrische Werk ist in elegischen Distichen abgefasst; nur vereinzelt kommen Texte in Hexametern, Hendecasyllabi, Senaren und sapphischen Strophen vor.

#### Xandra
Die erste Fassung der Xandra besteht aus dreiundfünfzig Gedichten. Es handelt sich überwiegend um Liebeslyrik. Das Hauptthema ist die Liebe des Autors zur Namensgeberin der Sammlung, einer Frau namens Xandra (Alexandra), deren Faszination ihn durch die Höhen und Tiefen leidenschaftlichen Erlebens führt. Inhaltlich ist das Werk aber nicht als geschlossene Einheit konzipiert; manche Gedichte behandeln Themen, die in keinem Zusammenhang mit der Titelfigur stehen, und verschiedene Personen, darunter Xandra, werden als Adressaten genannt. Im dritten Gedicht begründet der Lyriker die Benennung seiner Sammlung damit, dass Xandra ihm „einst“ die Kraft zum Dichten gegeben habe. Damit betont er einerseits Xandras Bedeutung als Inspirationsquelle und weist andererseits darauf hin, dass seine Beziehung zu ihr bereits abgeschlossen ist und nun rückblickend geschildert wird.
Die zweite, in drei Bücher unterteilte Version der Sammlung ist eine Überarbeitung der ersten mit beträchtlichen Weglassungen und Erweiterungen. Das erste Buch umfasst fünfundzwanzig Gedichte aus der Urfassung sowie acht neue. Die dreißig Gedichte des zweiten Buchs und die neunzehn des dritten sind ganz neu.
In der Urfassung der Xandra beschreibt Landino als noch nicht Zwanzigjähriger in der Ich-Form seine kurze, intensive Bekanntschaft mit der geliebten Frau unter dem Eindruck frischer Erinnerung, wenngleich seine Schilderung im Rahmen einer poetischen Konstruktion verfremdet ist. Umstritten ist, in welchem Ausmaß die Darstellung fiktiv oder von fiktiven Elementen geprägt ist. Jedenfalls zeigt sich in dieser Fassung die auftretende Ich-Figur des Autors als verspielter junger Mann, der zwar von Xandra tief beeindruckt ist und sie heiß begehrt, aber zugleich auch für die Reize anderer Frauen sehr empfänglich ist. In der zweiten, erst anderthalb Jahrzehnte später abgeschlossenen Version kommt die Einzigartigkeit der Begegnung mit Xandra stärker zur Geltung. Die Ich-Figur des Dichters wirkt nun reifer. Es wird deutlich, dass sich dieser Mann in einem beispielhaften Entwicklungsprozess von der zeitweiligen Fixierung auf das erotische Abhängigkeitsverhältnis befreit hat.
Der Dichter – das heißt sein lyrisches Ich, das nicht mit der historischen Person übereinstimmen muss – schildert seine erste Begegnung mit Xandra. Nach seiner Darstellung war er neunzehn Jahre alt und erotisch unerfahren. Der Eindruck, den er empfing, war überwältigend. Er vergleicht Xandras Augen mit denen der antiken mythischen Gorgonen, deren Anblick den Betrachter zu Stein erstarren lässt. In der Renaissance wurde Gorgo (Medusa) nicht mehr nur wie in der ältesten antiken Überlieferung als Schreckgestalt wahrgenommen, sondern auch alternativ als erotisch attraktives Wesen aufgefasst, dessen „versteinernde“ Wirkung auf der Faszination einzigartiger Schönheit beruht. Einer Frau wie Xandra wird hier die „gorgonische“ Macht zugeschrieben, den ihr Begegnenden plötzlich zu verwandeln. Landino warnt den Leser davor, sich einem solchen überwältigenden ersten Eindruck leichtsinnig hinzugeben, denn das dadurch entzündete Feuer sei unauslöschbar und die Folgen seien unumkehrbar. Man werde als Liebeskranker ein gefügiges Opfer des Gottes Amor, und dann könne das Herz nie mehr gesunden und seine einstige Unbeschwertheit wiedererlangen. Man müsse sich dann unter ein hartes Joch beugen, gerate in die schlimmste Sklaverei und bekomme das Gift im Honig zu spüren.
In zwei Gedichten, die schon in der Urfassung der Sammlung stehen, wird Xandras Schwangerschaft und die Geburt ihres Kindes erwähnt. Daraus geht hervor, dass sie bereits anderweitig gebunden war. Für den Verliebten war somit eine Erfüllung seiner Sehnsucht von vornherein ausgeschlossen. Die leidenschaftliche Liebe, die er der vergötterten Frau entgegenbrachte, blieb unerwidert. Die Angebetete erwies sich als zurückhaltend und ließ nur zeitweilig Sympathie für ihren Verehrer erkennen. Daraus ergaben sich für ihn gegensätzliche Stimmungen in dramatischem Wechsel: Äußerungen ihrer Zuneigung beflügelten seine überschwängliche Hoffnung, doch als sie ihm ihre Gunst entzog, beklagte er bitter enttäuscht ihr Verhalten in Versen, in denen er sie der Grausamkeit und Arroganz beschuldigte. Künftig werde sie ihre abweisende Haltung unter Tränen bereuen.

Leonardo da Vincis Porträt der Ginevra de’ Benci. National Gallery of Art, Washington, D.C.

#### Dichtung außerhalb derXandra
Von den dreizehn sicher authentischen Gedichten Landinos, die außerhalb der Sammlung überliefert sind, sind sechs an den Venezianer Diplomaten Bernardo Bembo, den Vater des berühmten Humanisten Pietro Bembo, gerichtet. Hier entwirft der Dichter ein lebensvolles Bild von der leidenschaftlichen Liebe seines Freundes Bembo zu der Florentinerin Ginevra de’ Benci, ein poetisches Gegenstück zu Ginevras Porträt, das Leonardo da Vinci im Auftrag Bembos malte. Landino ermuntert den Freund, der Liebe ein solideres Fundament als die Faszination der körperlichen Attraktivität zu geben. Das wahre Ziel der Liebe sei die Hinwendung zu seelischen und geistigen Vorzügen, die nicht so hinfällig seien wie die physischen.

#### Hintergrund und Interpretation des lyrischen Werks
An vielen Stellen seiner Gedichte nimmt Landino auf reale Personen, Orte und Vorgänge Bezug. Damit erweckt er den Anschein von Wirklichkeitstreue; der Leser erhält den Eindruck eines glaubwürdigen Berichts des aus der Ich-Perspektive schreibenden Dichters. Die Titelgestalt der Xandra ist eine wirkliche Bekannte Landinos oder trägt zumindest deren Züge, wenngleich ihr Name vielleicht fiktiv ist. Einer umstrittenen Forschungshypothese zufolge handelt es sich um Alessandra di Francesco degli Alberti, die Tochter seines Freundes und Förderers Francesco d’Altobianco degli Alberti. Nach einer zeitgenössischen Überlieferung aus Landinos Umkreis stammte seine „Xandra“ von einem Urahnen ab, der einst die Familie der Albizzi gründete. Jedenfalls kam ihr ein hoher gesellschaftlicher Rang zu. Anscheinend hat der Dichter die Dame, die das Vorbild seiner literarischen Gestalt war, tatsächlich geliebt und dabei eine Enttäuschung erlebt. Doch die Einbettung der poetischen Texte in dieses reale Umfeld täuscht: Es ging dem Lyriker nicht darum, das Intime und Persönliche, die individuelle Besonderheit seiner Erlebnisse herauszuarbeiten und damit ein Stück Autobiographie zu schreiben. Vielmehr wollte er dem Leser anhand seiner Erfahrungen die typischen, allgemeinen Eigenschaften und Konsequenzen des Verliebtheitszustands vor Augen stellen. Zu diesem Zweck fügte er die vorkommenden Gestalten, die er dem wirklichen Leben entnahm, in eine erdachte poetische Welt ein. Die Anbindung an reale Orte und Personen verschleiert den fiktionalen und überzeitlichen Aspekt der Darstellung.
Die erotische Lyrik Landinos folgt den Vorgaben der Gattung Liebeselegie, die mit ihren charakteristischen Motiven und Mustern den Rahmen setzt. Sein poetisches Werk steht in der Tradition der antiken Vorbilder, unter denen der römische Elegiker Properz eine herausragende Rolle spielt. Deutlich erkennbar ist der Einfluss Catulls, dessen Gefühlsausdruck Landino nachvollzieht und dessen Stileigentümlichkeiten er gelegentlich nachahmt. Er greift die dunkle Seite der catullischen Liebe auf und übernimmt sie in seinen Kontext. Wichtige Anregungen verdankt der humanistische Dichter auch der Lyrik der Renaissance, vor allem Petrarcas Canzoniere.
Größtenteils weist die Sammlung den ernsten, elegischen Charakter auf, den insbesondere die Xandra-Thematik erfordert. Zwischen den Liebesgedichten sind aber Epigramme eingestreut, die der Auflockerung und der Unterhaltung des Lesers dienen. Manche von ihnen sind humorvoll, einige satirisch. Überdies finden sich in der Xandra auch obszöne Stellen, die erkennen lassen, dass Landino vor Anzüglichkeiten nicht zurückschreckte. Sie zeigen den Einfluss der derb erotischen Dichtung seines Zeitgenossen Antonio Beccadelli, die er gut kannte. Allerdings zielen respektlose Äußerungen in der Xandra niemals auf die verehrte Titelgestalt, auf deren Reinheit Landino großen Wert legte. Er entrüstete sich über laszive Spottverse, mit denen der Dichter Tommaso Ceffi Xandra verunglimpft hatte.
Ein wichtiges Anliegen des Dichters war die Verherrlichung seiner Heimatstadt Florenz und ihrer von den Medici maßgeblich mitgeprägten kulturellen Blütezeit. Während in der Urfassung der Xandra die Heimatliebe noch keine Rolle spielte, nahm in der zweiten Redaktion die patriotische Elegie neben der erotischen einen bedeutenden Platz ein. Dabei zeigte Landino seinen Stolz auf die überragenden Leistungen seiner Mitbürger im Geistesleben und auch sein ausgeprägtes Selbstbewusstsein. Indem er seinen Wohltäter Piero de’ Medici als neuen Maecenas pries, deutete er an, dass die von Piero geförderten großen Dichter der Gegenwart, darunter er selbst, mit den von Maecenas unterstützten klassischen Vorbildern Vergil und Horaz vergleichbar seien. Piero habe jetzt die Rolle des Maecenas, des Urbilds des „Mäzens“, übernommen und ermögliche mit seiner Großzügigkeit neue poetische Glanzleistungen. Außerdem wird er in der Xandra ebenso wie sein Vater Cosimo als Friedensfürst und Vater des Vaterlands gepriesen.

### Philosophische Dialoge

#### Über die Seele
Im Jahr 1471 vollendete Landino den philosophischen Dialog De anima (Über die Seele), der drei Bücher umfasst. Zur Hauptfigur des fiktiven Gesprächs machte er seinen verehrten Lehrer Marsuppini. Sich selbst ließ er auch an der Diskussion teilnehmen.
Zunächst werden Ursprung, Definition, Zusammensetzung und Tätigkeiten der Seele erörtert, dann wird im dritten Buch ihre Unsterblichkeit behandelt. Dort setzt sich Landino mit der Lehre der Averroisten auseinander, die eine individuelle Unvergänglichkeit der menschlichen Seele bestreiten. Ausführlich werden in dem Dialog die Auffassungen vieler antiker und mittelalterlicher Denker wiedergegeben, darunter insbesondere die des Aristoteles und Alberts des Großen. Die Sichtweise des Autors ist von der platonischen Seelenlehre bestimmt, insbesondere vom Platonismus des humanistisch gesinnten Kardinals Bessarion, eines der angesehensten Gelehrten des 15. Jahrhunderts. Formales Vorbild ist die gleichnamige Schrift des Aristoteles.

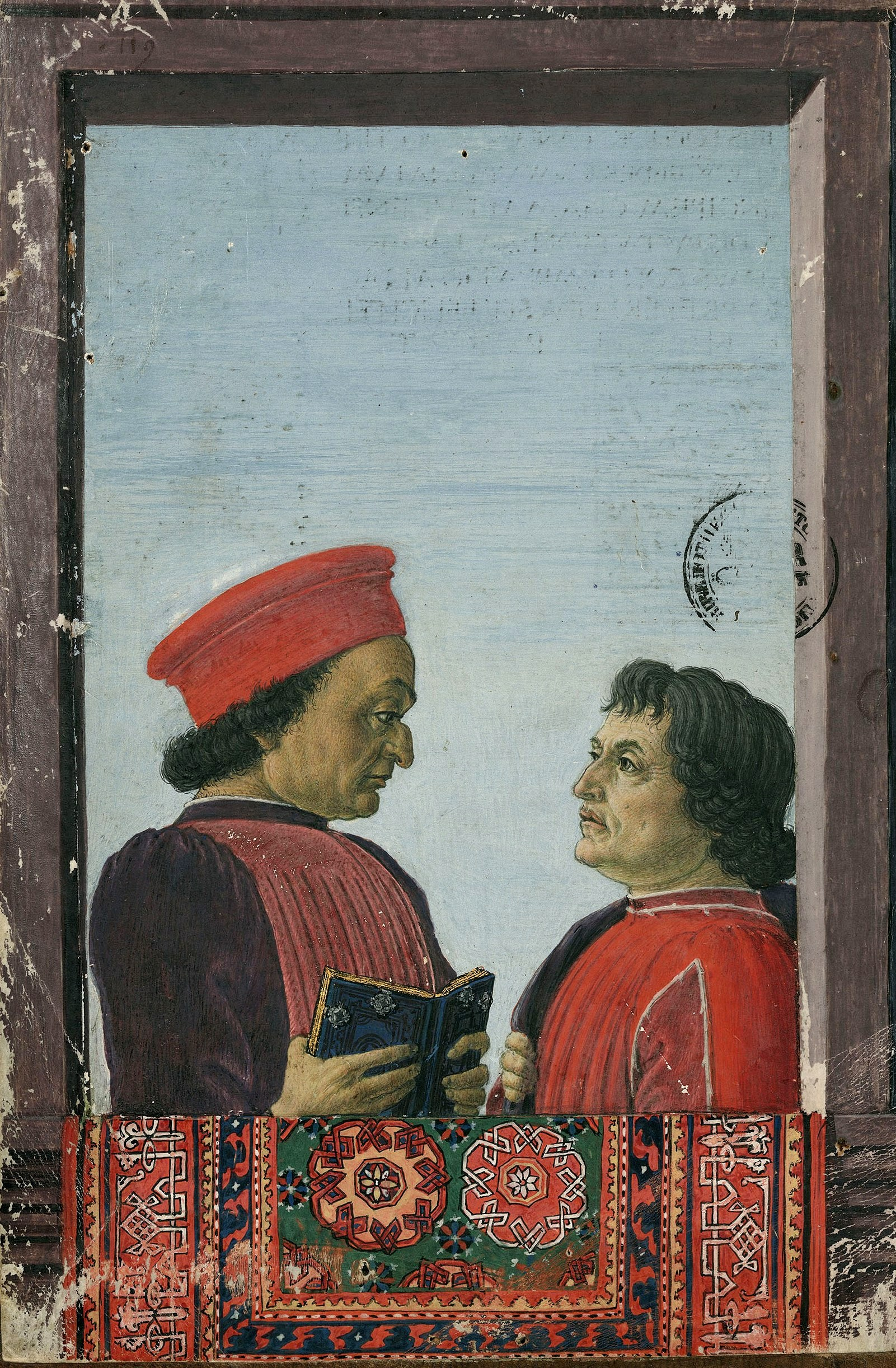
Federico da Montefeltro (links) auf einem nachträglich eingeklebten Pergamentblatt im Widmungsexemplar der Disputationes Camaldulenses, Biblioteca Apostolica Vaticana, Codex Urbinas Latinus 508. Der Herzog hält das ihm überreichte Werk Landinos in der Hand.

#### Camaldolenser Streitgespräche
Landinos philosophisches Hauptwerk ist der im Zeitraum 1472–1474 entstandene Dialog Disputationes Camaldulenses (Camaldolenser Streitgespräche). Gewidmet ist er dem Herzog von Urbino, Federico da Montefeltro, der einer der wichtigsten Humanistenförderer seiner Zeit war. Das Werk ist nach dem berühmten Kloster Camaldoli benannt, einer Stätte humanistischer Bildung. In der reizvollen Umgebung des Klosters, an einem Locus amoenus, spielt sich im Sommer 1468 die fiktive Unterhaltung ab. Anwesend sind neben Lorenzo il Magnifico und dessen Bruder Giuliano de’ Medici mehrere befreundete Humanisten, darunter Leon Battista Alberti als Hauptfigur, Marsilio Ficino, Donato Acciaiuoli, Alamanno Rinuccini und der Autor selbst. Die Gespräche finden an vier aufeinanderfolgenden Tagen statt, und jede der vier Diskussionen wird in einem der vier Bücher der Disputationes wiedergegeben. Formal sind Ciceros Tusculanae disputationes, an die der Titel erinnert, das Vorbild. Wichtiges Gedankengut verdankt der Autor dem spätantiken Kommentar des Macrobius zu Ciceros Somnium Scipionis, dessen Formulierungen er teils wörtlich übernommen hat.
Die Debatte dreht sich um die gegensätzlichen Auffassungen von Lorenzo il Magnifico und Leon Battista Alberti über die beste Lebensweise sowie um die damit zusammenhängenden Fragen nach dem höchsten Gut und der Realisierbarkeit des Glücks. Den Ausgangspunkt bildet die seit der Antike oft erörterte Frage, ob ein tätiges Leben (vita activa) oder ein zurückgezogenes, beschauliches Dasein (vita contemplativa) vorzuziehen ist. Allerdings werden in den Disputationes Camaldulenses nicht diese Ausdrücke verwendet, sondern vita otiosa (Leben in Muße, Beschäftigung mit Studien) und vita negotiosa (geschäftiges Leben).
Lorenzo plädiert für ein aktives Leben in der Öffentlichkeit mit politischem Engagement. Für ihn ist der Mensch in erster Linie Bürger. Nach seiner Meinung kann man nur dann das Beste aus seinem Leben machen, wenn man als verantwortungsbewusster Staatsbürger seine Fähigkeiten und Kenntnisse zum Wohl der Allgemeinheit einsetzt. Herausragende Beispiele seien Sokrates und Federico da Montefeltro. Wer seine sozialen Aufgaben vernachlässige, nehme nicht an der menschlichen Gemeinschaft teil, gelte nicht als Mitbürger und lebe parasitär auf Kosten der Gesellschaft. Alberti hingegen glaubt, wichtiger als soziale Betätigung sei das Streben nach den höchsten geistigen Werten und die Verwirklichung des Weisheitsideals. Wer die wahre Bestimmung des Menschen erfüllen wolle, müsse sich dem Unvergänglichen zuwenden, Kontemplation praktizieren und zu diesem Zweck zurückgezogen leben. Als Vorbild nennt Alberti den angesehenen Arzt, Mathematiker, Astronomen und Kartografen Paolo dal Pozzo Toscanelli, der sich aus allen Konflikten herausgehalten und stets ein friedliches Leben geführt habe, ausschließlich der Wahrheitssuche hingegeben. Die durch Kontemplation erlangte Weisheit komme auch der Allgemeinheit zugute, etwa indem ein Philosoph durch klugen Rat unter den Bürgern Eintracht herstelle. Allerdings billigt Alberti auch der vita activa eine Berechtigung und einen – wenngleich zweitrangigen – Wert zu, wobei er hinsichtlich ihrer Einschätzung im Lauf der Diskussion schwankt. Es gelingt ihm am ersten Gesprächstag nicht, eine kohärente Position zu der Streitfrage zu beziehen.
Wie sich die kontemplative Erforschung der Wahrheit abzuspielen hat, erklärt Alberti – hier ein Modell des Autors wiedergebend – im Rahmen der Begriffswelt der neuplatonischen Philosophie. Er beschreibt den Vorgang der Erkenntnisaneignung als gestuften Aufstieg, dessen drei Etappen durch ratio (Verstand), intellectus (Vernunft) und intelligentia (höhere Einsicht) markiert sind. Mit dem Verstand kann man die Natur der Körper erfassen, mit der Vernunft das unkörperliche Geschaffene; die intelligentia als oberste Stufe auf dem Erkenntnisweg verschafft Zugang zum göttlichen Ungeschaffenen, dem höchsten Gut.
Die Debatte über die Lebensformen führt zu der Thematik, die am zweiten Tag im Mittelpunkt der Gesprächsrunde steht. Erörtert wird nun, was das höchste Gut ist, worin eigentlich das menschliche Daseinsideal – die volle Entfaltung des Menschengemäßen, der humanitas – besteht, und wie man den Zustand der Glückseligkeit erlangen kann. Hier greift Ficino ein und stellt seine Version der platonischen Lehre vor. Alberti geht auf die Frage Lorenzos ein, ob es analog zum höchsten Gut auch ein höchstes Übel gebe, und erläutert seine verneinende Antwort. Er erklärt, jedes Übel sei nur ein Mangel, das Fehlen von etwas Gutem. Daher existiere es nicht wirklich, denn es sei eine bloße Abwesenheit, und dem Nichtvorhandensein komme kein eigenes Sein zu. Alles Seiende sei als solches gut. Ein Übel, beispielsweise ein körperliches Leiden, trete dann ein, wenn etwas Seiendes und Gutes, etwa ein Organ des Körpers, geschwächt werde.
An den letzten beiden Tagen erläutert Alberti seine Sichtweise anhand einer allegorischen Auslegung von Vergils Aeneis. Nach seiner Interpretation hat der antike trojanische Held Aeneas anfangs in Troja ein der Lust gewidmetes Leben geführt, dann in Karthago ein aktives und schließlich in Latium ein beschauliches. Im Verlauf seiner Abenteuer hat er die Einsicht gewonnen, dass das wahre Glück weder in der Lust noch im politischen Kampf liegt, sondern in der Weisheit. Die Flucht des Helden aus seiner von den Feinden eroberten Heimatstadt, die ihn über Afrika nach Italien führt, versinnbildlicht den Leidensweg des Menschen, der die Wahrheit sucht und nach mancherlei Verirrungen findet. In seiner abschließenden Bilanz weist Alberti darauf hin, dass beide Lebensweisen legitim seien und zum Ziel, dem höchsten Gut, führten.

#### Über den wahren Adel

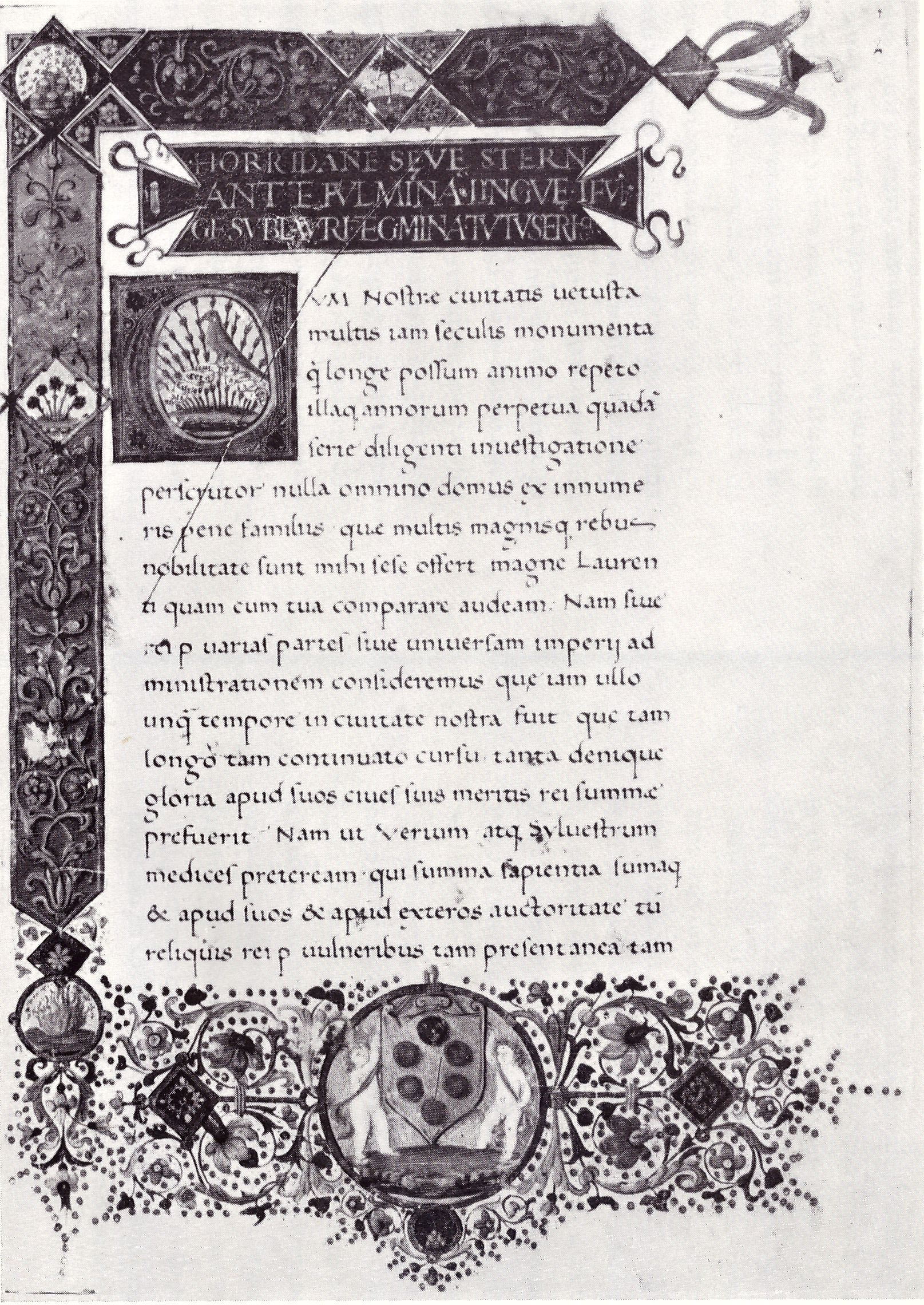
Der Beginn von Landinos Dialog De vera nobilitate. Rom, Accademia Nazionale dei Lincei, Biblioteca Corsiniana, 36 E 5, fol. 1r

Zwischen 1487 und 1492 schrieb Landino den Dialog De vera nobilitate (Über den wahren Adel), ein Spätwerk, das er Lorenzo il Magnifico widmete, aber nicht veröffentlichte. Das Thema ist das Wesen des Adels. Es wird untersucht, ob das Privileg, zum Adel zu gehören und vornehm zu sein, auf der Herkunft und dem Ruhm der Familie oder auf der Lebensführung beruht. Bei der fiktiven Diskussion sind neben dem Gastgeber Lorenzo il Magnifico mehrere Florentiner Humanisten anwesend, darunter der Autor selbst, Leon Battista Alberti, Angelo Poliziano, Donato Acciaiuoli, Marsilio Ficino und Johannes Argyropulos. Die Hauptfiguren und Kontrahenten sind jedoch zwei erfundene Gestalten mit den sprechenden Namen Aretophilus („der Tugendliebende“) und Philotimus („der Ehrliebende“). Aretophilus ist ein Gelehrter und Philosoph niedriger Herkunft, Philotimus sein reicher Gönner. Philotimus gehört einem uralten, angesehenen Geschlecht an. Er kann seine Vorfahren angeblich bis in die Spätantike zurückverfolgen und verfügt auch über eine gewisse Bildung, doch zu eigenständigem Denken ist er nicht befähigt. Die beiden Männer verkörpern somit ihre gegenteiligen Auffassungen vom wahren Adel. Philotimus ist über seinen Opponenten, den er als Produkt seiner Großzügigkeit betrachtet, verärgert. Ihm missfällt dessen These, dass die Tugendhaftigkeit den Kern der Vornehmheit bilde, doch vermag er ihr wenig entgegenzusetzen. Mit Leichtigkeit kann Aretophilus die Anwesenden davon überzeugen, dass der wahre Rang eines Menschen nicht von seinen Vorfahren, sondern vom Ausmaß seiner seelischen Vortrefflichkeit abhänge.
Bei den Humanisten des 15. Jahrhunderts waren Erörterungen über die Frage, was den Adel ausmacht, beliebt. Viele von ihnen, darunter Landino, standen dem faktisch seit jeher dominierenden Anspruch des Erbadels auf Macht und Ansehen kritisch gegenüber. Der herkömmlichen Sozialordnung stellten sie ihr Ideal eines Leistungsadels entgegen, der philosophisch als Tugendadel konzipiert wurde. Die humanistische Hochschätzung für die Einmaligkeit des Individuums und für die Selbstverwirklichung des Tüchtigen führte zur Forderung nach einer neuen Rangordnung, der zufolge die eigene Leistung den Menschen adelt, insbesondere der Dienst am Gemeinwohl in einem öffentlichen Amt. Aus dieser Sicht ist der faktische soziale Vorrang eines bornierten Erbadels unberechtigt; wer weder Bildung noch Tugend aufzuweisen hat, kann sich nicht mit Berufung auf seine Herkunft und seinen Stand zur Elite der Gesellschaft zählen. Die humanistischen Adelskritiker propagierten eine Alternative zum traditionellen Standesbewusstsein, die sowohl ihren Überzeugungen als auch ihrem eigenen Bedürfnis nach Anerkennung und sozialem Aufstieg entsprach. In diesem Sinne nahm auch Landino mit seinem Dialog Stellung. Damit verband er die Entlarvung der Hohlheit, Eitelkeit und Selbstgefälligkeit eines unbedeutenden, vom Ruhm seiner Vorfahren zehrenden Menschen.
Anhand einer Beschreibung der Mentalitäten in den drei Städten Venedig, Neapel und Florenz prangerte Landino Standesansprüche an, die er für unberechtigt und schädlich hielt. Diese Polemik legte er dem neutralen Griechen Aretophilus in den Mund, den er überall Übelstände konstatieren ließ, wobei Florenz keineswegs von der Kritik verschont blieb. Nach der Schilderung des Aretophilus war den Venezianern vorzuwerfen, dass bei ihnen allein die alteingesessenen Patrizierfamilien das Sagen hatten und niemandem außerhalb dieses exklusiven Kreises eine Aufstiegschance gewährten. Besonders abschätzig fiel das Urteil des Griechen über die Verhältnisse in Neapel aus; die dortigen Adligen seien zu keinerlei bemerkenswerten Taten fähig, ihre Merkmale seien Müßiggang und ein luxuriöser Lebensstil. Daher sei weder ihr Leben noch ihr Tod der Beachtung wert. Auch in Florenz habe sich eine solche Denkweise eingebürgert: Nachkommen berühmter Ahnen beriefen sich auf ihre Abstammung und meinten, sie seien zu keinen Anstrengungen verpflichtet. Sarkastisch verspottete Landino die Empörung des Erbadels über neureiche Emporkömmlinge.
Ein weiteres Anliegen des Autors war die Zurückweisung des traditionell in Juristenkreisen verbreiteten Konzepts eines Amtsadels, dem zufolge ein Amt, das von einem Alleinherrscher oder einer Republik verliehen wird, seinen Träger adelt. Dagegen machte er geltend, der Amtsträger erhalte das Amt aufgrund seines Tugendadels; somit sei seine Ernennung nicht Ursache, sondern Folge seiner Zugehörigkeit zum Adel. Als innere Qualität des Menschen könne der Adel niemals von äußerlichen Akten und Zeichen abhängig sein.

### Kommentare

#### Kommentar zu DantesCommedia

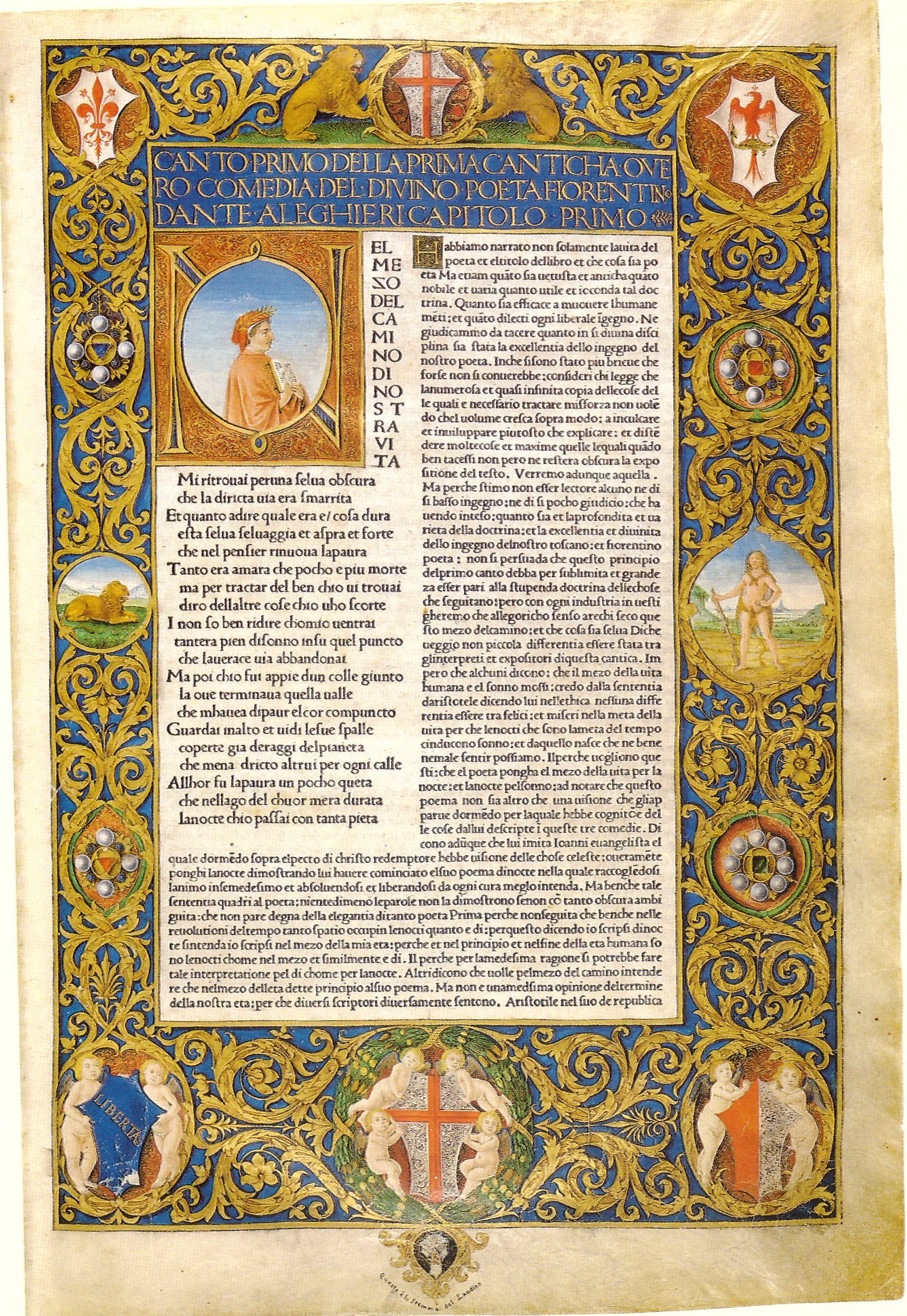
Der Beginn von Landinos Auslegung der Commedia im Widmungsexemplar der Erstausgabe seines Kommentars (1481) für die Signoria. Florenz, Biblioteca Nazionale Centrale, Banco Rari 341, fol. a1r

In kurzer Zeit stellte Landino 1480–1481 die Früchte seiner jahrzehntelangen Dante-Studien in einem italienischen Kommentar zur Commedia zusammen, der auch den Text von Dantes Werk enthält und 1481 publiziert wurde. Dieser luxuriöse Druck war eines der ersten in Florenz gedruckten Bücher und die erste illustrierte Dante-Ausgabe. Er war als eindrückliche Demonstration der kulturellen Führungsrolle von Dantes Heimatstadt Florenz konzipiert. Die Vorlagen für die Kupferstiche schuf Sandro Botticelli. Die Einleitung des Kommentars bietet eine ausführliche Darstellung der kulturgeschichtlichen Leistungen bedeutender Florentiner seit der Antike. Dabei werden unter anderem Musiker, Maler und Bildhauer gewürdigt. Die Beschreibungen von Kunstwerken des Quattrocento, die Landino dort gibt, finden in der Renaissance-Forschung Anerkennung; seine Ausdrücke gelten als feinsinnig, inhaltsreich und genau.
Die Besonderheit des interpretatorischen Ansatzes des Kommentators liegt in der Deutung von Dantes Gedicht als Allegorie, deren Sinn in einem philosophischen Hintergrund zu suchen sei. Für Landino besteht die verborgene eigentliche Bedeutung des berühmten Werks darin, dass es das platonische Weltbild und speziell die Rolle der Seele in dieser Weltordnung veranschaulicht. Demnach ist die in der Commedia geschilderte Wanderung Dantes durch die Jenseitsreiche eine poetische Darstellung des Schicksals der Seele, die einen Läuterungsprozess durchmacht. Dieser Fortschritt entspricht nach Landinos Interpretation dem neuplatonischen Modell des Aufstiegs der unsterblichen Seele aus ihrer irdischen Knechtschaft zu himmlischer Freiheit und zur Teilhabe am göttlichen Licht. Voraussetzung dafür ist die Abkehr von einer auf die Befriedigung der körperlichen Bedürfnisse ausgerichteten Lebensweise. Damit verbindet sich die Entscheidung für ein philosophisches Leben, dessen Ziel die Erforschung der Wahrheit und letztlich die Vereinigung mit der Gottheit als dem höchsten Gut ist.
Dantes Weg führt ihn in seiner Jenseitsvision zunächst durch die Hölle und dann über den „Läuterungsberg“ ins Paradies. Damit soll – so Landino – allegorisch ausgedrückt werden, dass die Seele, die aus dem Kerker des Körpers entweichen und ihren Platz im Himmel finden will, dabei drei Stufen zu bewältigen hat. Auf jeder Stufe muss sie sich die dort erforderlichen Tugenden aneignen, um schließlich die Reinheit zu erlangen, die sie für die Verwirklichung der Einheit mit Gott benötigt. Den Anfang bildet der Abstieg in die Hölle, den Dante – die Seele – freiwillig vollzieht, um sich die Folgen der Sünden zu vergegenwärtigen und sich dadurch zur Reinigung aufzuraffen. Die Tugenden, um die es dort geht, sind die „bürgerlichen“ (virtù civili), die für das soziale Zusammenleben maßgeblich sind. Auf die Rückkehr aus der höllischen Unterwelt folgt die Aneignung der „reinigenden“ Tugenden, die eine Abkehr vom Materiellen und damit den Aufstieg zum Gipfel des Läuterungsbergs ermöglichen. Anschließend sind die Tugenden des bereits gereinigten Geistes zu erwerben, die ihren Träger ganz auf das Göttliche ausrichten. Sie bilden die Voraussetzung dafür, dass die Seele den Eingang zum Paradies durchschreiten kann.

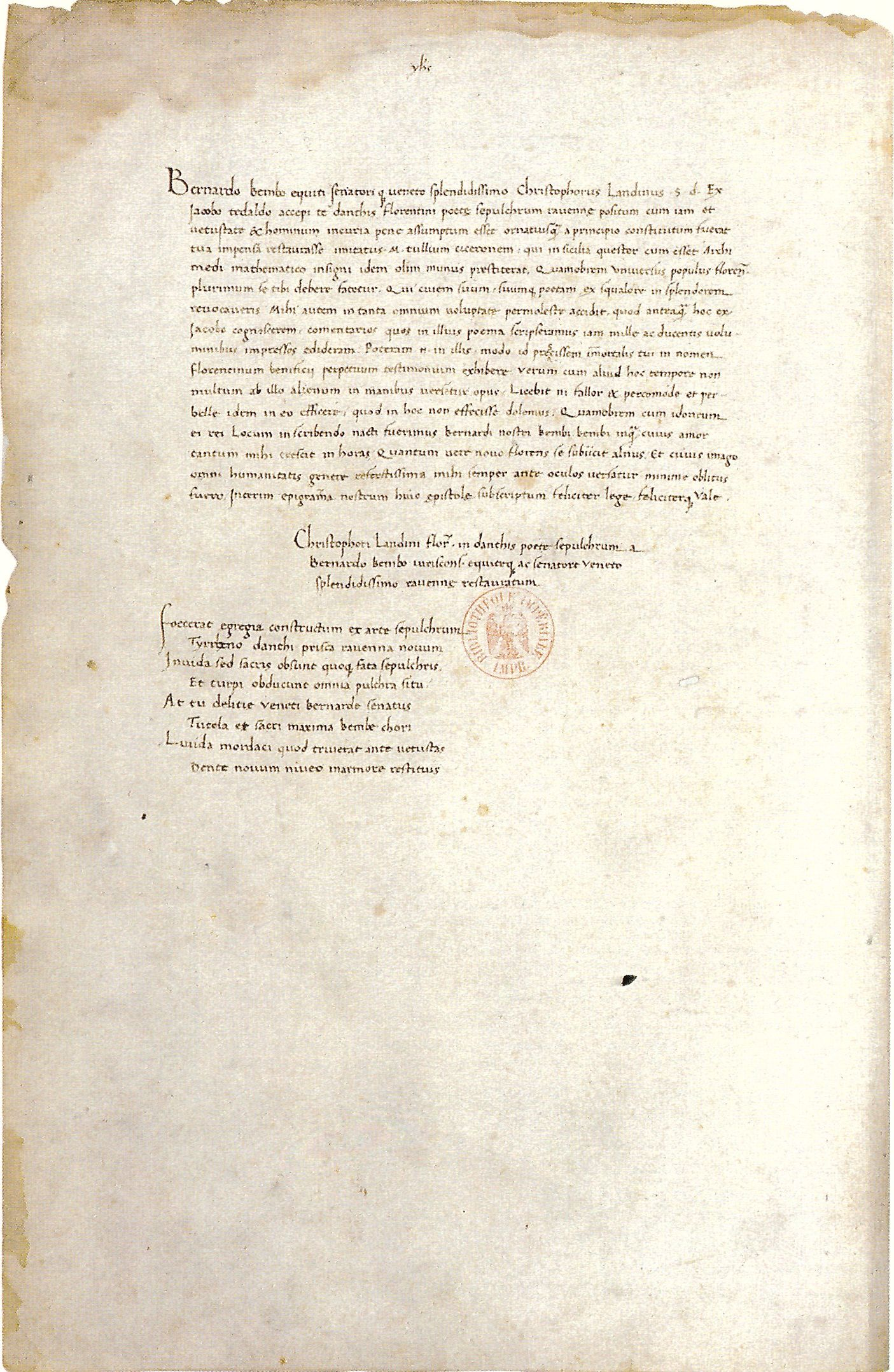
Eigenhändiger Widmungsbrief und Epigramm Landinos in dem für Bernardo Bembo bestimmten Exemplar des Kommentars zur Commedia. Paris, Bibliothèque Nationale, Rés. Yd 17

Die Anregung zu seiner Dante-Auslegung erhielt Landino von Ficino, der ein detailliert ausgearbeitetes Weltmodell auf der Grundlage des antiken Neuplatonismus vorgelegt hatte. Zwar hatten schon frühere Kommentatoren versucht, den tieferen Sinn von Dantes Gedicht mittels allegorischer Interpretation zu enthüllen, doch der Gedanke, die Commedia als Darstellung eines philosophischen Systems zu deuten, war neuartig. Er konnte erst nach der Erschließung des antiken platonischen und neuplatonischen Schrifttums durch Ficino gefasst werden. Hinsichtlich der Sacherklärungen zu einzelnen Stellen hingegen stützte sich Landino auf das Material, das seine Vorgänger bereits angehäuft hatten. Die riesige Fülle dieser Einzelkommentierungen ließ sein Werk zu gewaltigem Umfang anschwellen.
Eine Schwierigkeit ergab sich für Landino aus dem politischen Hintergrund der Commedia. Als patriotischer Guelfe stand er im großen Kampf zwischen Papst und Kaiser auf der päpstlichen Seite und war stolz auf die Autonomie der Republik Florenz. Dante hingegen, den er zutiefst verehrte, war Ghibelline und leidenschaftlicher Befürworter der Universalmonarchie und kritisierte die Florentiner scharf. Schroff zeigt sich der Gegensatz zwischen Dichter und Kommentator bei der Beurteilung Julius Caesars und der Caesarmörder Brutus und Cassius. Dante sah in Caesar einen legitimen Herrscher und in Brutus und Cassius die schlimmsten Verräter, denen die härteste Form der ewigen Höllenstrafe zuteilwerden musste. Damit konnte sich Landino nicht abfinden. Er hielt Caesar für einen verbrecherischen Vernichter der Freiheit und den Tyrannenmord für eine Großtat wahrer Patrioten. Seinen Gegensatz zu Dantes Position versuchte er zu kaschieren, indem er behauptete, der Dichter habe nicht die historischen Personen Brutus und Cassius gemeint, sondern deren Namen nur als Symbole für Hochverräter verwendet. Auch sonst zeigte sich Landino im Dante-Kommentar als freiheitsliebender Republikaner. So verdammte er Alexander den Großen als ruchlosen Tyrannen, der Menschen versklavt habe, die von Natur aus ebenso frei wie er selbst gewesen seien.

#### Horazkommentar
Den Horazkommentar stellte Landino 1481/1482 zusammen, wohl auf der Grundlage bereits vorhandenen Materials aus seiner langjährigen Lehrtätigkeit über den römischen Lyriker. Im Jahr 1482 wurde das Werk in Florenz gedruckt; es war die erste kommentierte Horazausgabe, die im Druck erschien. Das Zielpublikum waren sowohl Gelehrte und Neuplatoniker als auch Studenten. Der Kommentar ist primär rhetorisch ausgerichtet, er soll dem Benutzer die außerordentlichen kompositorischen und rhetorischen Fähigkeiten des antiken Dichters vor Augen führen. Horaztext und Kommentar sind eng miteinander verzahnt. Neben der punktuellen Texterklärung finden sich weitausholende Exkurse ins geschichtliche oder geographische Umfeld von Textstellen.
Landino wollte Horaz als Autorität etablieren. Er präsentierte ihn als hervorragenden Meister der Dichtkunst, überaus kenntnisreichen Gelehrten, didaktisch befähigten Tugendlehrer und philosophisches Vorbild. Dementsprechend habe sich der Dichter in seiner Lebensführung als moralisch integer erwiesen. Mit dieser Darstellung stieß der Kommentator aber auf beträchtliche Schwierigkeiten, denn Horaz war Epikureer, und der Epikureismus galt als anrüchig. Vor allem in streng kirchlichen Kreisen und bei Platonikern wurde die epikureische Hochschätzung der Lust (voluptas) scharf missbilligt. Hinzu kamen obszöne, homoerotische und päderastische Motive in manchen der von Landino kommentierten Gedichte des antiken Lyrikers. All dies war offiziell verpönt; insbesondere die Homosexualität war in Florenz verbreitet, aber strafbar und konfliktgeladen. Auf solche Kritikpunkte zielenden Anfeindungen wollte Landino die Grundlage entziehen. Dies ging zum Teil nicht ohne gewaltsame Umdeutung der kommentierten Texte ab. Als Platoniker lehnte Landino den Epikureismus und die sexuelle Freizügigkeit ab, doch beurteilte er anstößige Äußerungen des berühmten Dichters milde und entschärfte die Problematik oder überging sie stillschweigend, um Kritik an Horaz möglichst zu vermeiden. Zur Entlastung seines bewunderten Vorbilds setzte er verschiedene Strategien ein; insbesondere entschuldigte er den Epikureismus als bloße Jugendsünde des berühmten Lyrikers, der sich später zum Platonismus bekehrt habe. Damit leistete Landino einen wesentlichen Beitrag zur Etablierung eines positiven Horazbildes hinsichtlich der moralischen und weltanschaulichen Aspekte.
Der Horazkommentar enthält zahlreiche Fehler, die sowohl die Textgestalt der kommentierten Verse als auch die historischen, geographischen und mythologischen Erläuterungen betreffen. Dies erkannte Landino später selbst und entschuldigte sich damit, dass seine Freunde für eine übereilte Drucklegung gesorgt hätten. Die Fehler lassen erkennen, dass die Textkritik nicht zu Landinos Stärken gehörte.

#### Kommentar zu VergilsAeneis
Mit Vergil hatte sich Landino schon jahrzehntelang intensiv beschäftigt, als er im März 1488 seinen Kommentar zur gesamten Aeneis veröffentlichte, der schon im ausgehenden 15. Jahrhundert zahlreiche Neudrucke erlebte. Hier ergänzte Landino die allegorische und philosophische Aeneis-Interpretation, die er in den Disputationes Camaldulenses geboten hatte, mit einer grammatischen und rhetorischen Kommentierung, ohne dabei die Allegorese aus dem Auge zu verlieren.
Seine Meinung darüber, wie Vergil zu interpretieren sei, hatte Landino schon 1462/1463 in einem Aeneis-Kurs dargelegt. Er unterschied vier mögliche Bedeutungen eines Textstücks, denen vier Vorgehensweisen bei der Kommentierung entsprechen: die historische Betrachtung (ad historiam), bei der es um die Geschichtskenntnisse des Dichters geht, die mythische (ad fabulam), deren Gegenstand das Verhalten der Götter gemäß der mythischen Überlieferung ist, die naturkundliche oder astrologische (ad physicam), bei der die Götter als Repräsentanten von Naturkräften oder Gestirneinflüssen aufgefasst werden, und die allegorische (ad allegoriam), die den verborgenen philosophischen Gehalt der Verse enthüllen soll. Die letztgenannte Perspektive hielt Landino für die wichtigste.

### Reden
Humanistischer Gepflogenheit entsprechend hatte sich der Rhetoriklehrer Landino auch selbst als Redner zu bewähren. Von seinen Reden sind mehrere erhalten geblieben:

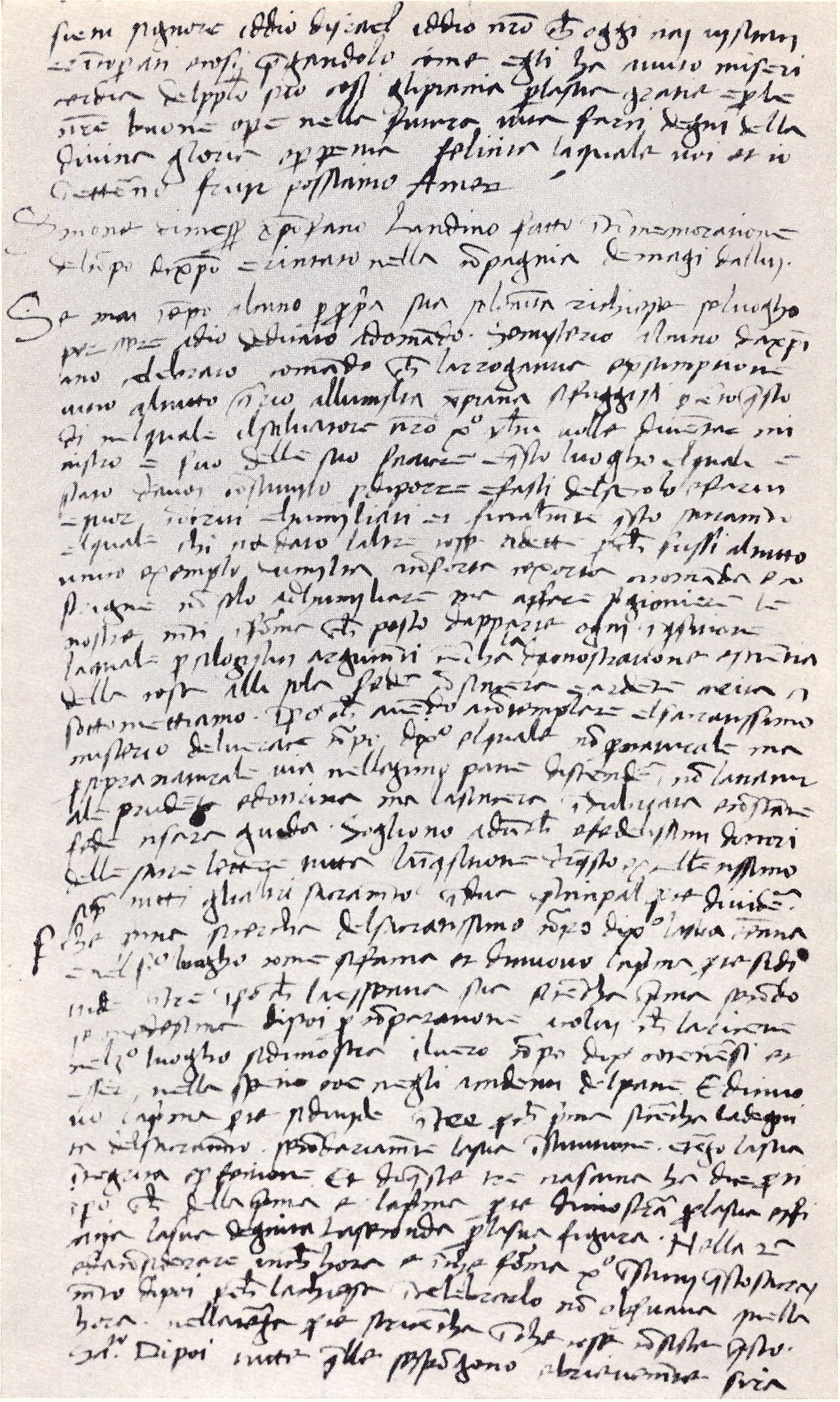
Der Beginn von Landinos Gründonnerstagspredigt. Florenz, Biblioteca Nazionale Centrale, Magliabechi XXXV 211, fol. 126v

- die 1478 gehaltene, kunstvoll aufgebaute lateinische Grabrede auf den Humanisten Donato Acciaiuoli, die wegen ihrer Schönheit und Eleganz gerühmt wird. Als Grundlage für die Schilderung der öffentlichen Tätigkeit des Verstorbenen dient das philosophische System der vier Kardinaltugenden. Der Augenzeuge Vespasiano da Bisticci berichtet vom großen Erfolg der Worte Landinos beim Begräbnis; nach seinen Angaben war das Publikum ergriffen und zu Tränen gerührt. Auch später schätzte man die Rede offenbar, denn sie wurde oft abgeschrieben. Allerdings erschien der Originaltext nicht im Druck. In italienischer Übersetzung ist das rhetorische Werk ab 1547 mehrmals in Redensammlungen gedruckt worden.[76]
- die italienische Rede anlässlich der Überreichung von Landinos Dante-Kommentar an die Signoria von Florenz im Jahr 1481. Der Autor übergab der Stadt ein besonders kostbares, auf Pergament gedrucktes Exemplar seines Werks, das sich heute in der Nationalbibliothek befindet.[77] In der Rede, die bald im Druck erschien, hob er seinen Beitrag zur Erziehung der Jugend und zum Verständnis von Dantes Dichtung hervor. Er habe den einst aus Florenz verbannten Dichter gewissermaßen seiner Heimatstadt zurückgeschenkt.[78]
- die 1484 gehaltene und bald gedruckte lateinische Grabrede auf den Condottiere Giordano Orsini. Landino präsentiert ein vereinfachtes Schema der philosophischen Güter- und Tugendlehre als Basis für seine Würdigung Orsinis und erörtert die Bedeutung der Gerechtigkeit und der Tapferkeit im Leben des Verstorbenen.[79]
- die 1485 gehaltene und im selben Jahr gedruckte italienische Rede anlässlich der Ernennung des Condottiere Niccolò Orsini, des Grafen von Pitigliano, zum Oberbefehlshaber der florentinischen Truppen.
- die italienische Gründonnerstagspredigt, die Landino in der Compagnia dei magi hielt, einer religiösen Laienvereinigung, der die Medici und viele einflussreiche Persönlichkeiten, darunter eine Reihe von Humanisten, angehörten.
- Eröffnungsreden am Beginn von Lehrveranstaltungen (corsi) Landinos an der Universität:[80]
  - die italienische Eröffnungsrede zu einem Kurs über die Sonette Petrarcas. Hier befasst sich Landino mit dem Verhältnis der italienischen Volkssprache (volgare) zum Lateinischen und erläutert seine Überzeugung von der Überlegenheit des Toskanischen über die anderen Dialekte. Er meint, das volgare sei eine wertvolle Kultursprache, bedürfe aber noch einer am Vorbild des Lateinischen orientierten Pflege.[81]

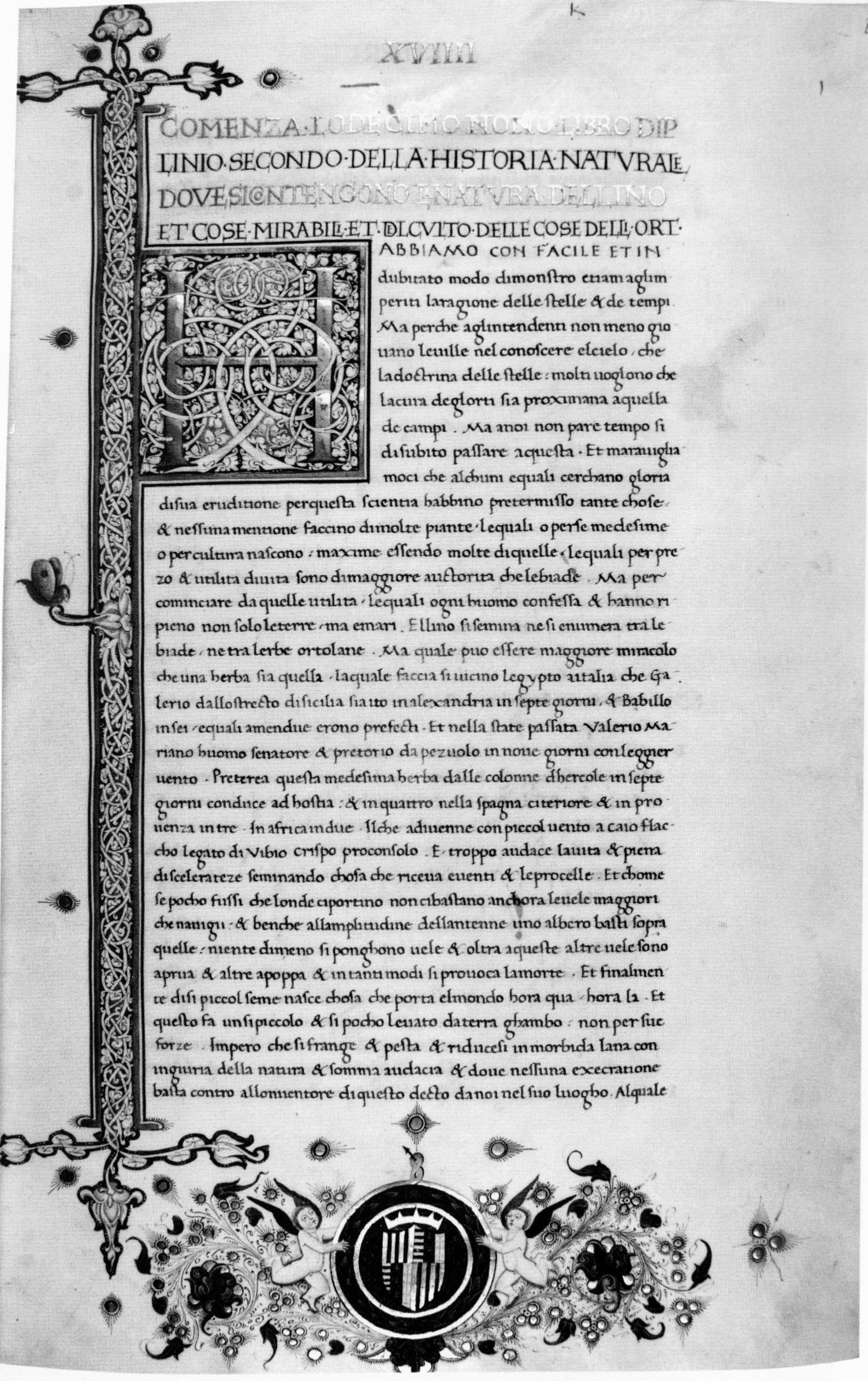
Der Beginn des 19. Buchs von Landinos Übersetzung der Naturalis historia des Plinius in der Widmungshandschrift für König Ferdinand I. von Neapel. San Lorenzo de El Escorial, Real Biblioteca del Monasterio, h.I.2, fol. 1r

  - die lateinische Eröffnungsrede zu einem Kurs über Ciceros Tusculanae disputationes.
  - die 1462 gehaltene lateinische Eröffnungsrede zu einem Kurs über die ersten sieben Bücher von Vergils Aeneis. Hier erläutert der Professor seine Vorstellungen über den Ursprung der Dichtkunst und die Leistungen der Dichter.

- - die lateinische Eröffnungsrede zu einem weiteren Vergil-Kurs in den späten 1460er Jahren.
  - die italienische Eröffnungsrede, die Landino zu seinem Dante-Kurs hielt.

### Übersetzungen lateinischer Werke ins Italienische
- Im Auftrag König Ferdinands I. von Neapel fertigte Landino eine italienische Übersetzung der Naturalis historia des Plinius an. Damit machte er dem nicht lateinkundigen Bürgertum ein damals sehr geschätztes Handbuch der Naturkunde zugänglich. Zugleich wollte er die Tauglichkeit des Italienischen für die Darstellung naturwissenschaftlicher Inhalte zeigen.[82] Das Werk erschien 1476 in Venedig und wurde im 15. und frühen 16. Jahrhundert mehrmals neu gedruckt.[83] Christoph Kolumbus und Leonardo da Vinci benutzten diese Übersetzung.[84] König Ferdinand, dem sie gewidmet war, war allerdings unzufrieden und veranlasste eine Überarbeitung, da der Florentiner Dialekt Landinos in Neapel auf Kritik stieß.[85]

- Auf Wunsch des Regenten von Mailand, Ludovico il Moro, und von Lorenzo il Magnifico übersetzte Landino das lateinische Geschichtswerk Historia de rebus gestis Francisci Primi Sfortiae Vicecomitis ins Italienische. Dabei handelt es sich um die von Giovanni Simonetta verfasste Darstellung der Taten von Ludovicos Vater, des Herzogs Francesco I. Sforza. Landinos Übersetzung des als Sforziada bekannten Werks erschien 1490 in Mailand. Sie brachte dem Übersetzer ein Honorar von 100 Florin ein.[86]

### Briefsteller
Dem Herzog von Ferrara, Ercole I. d’Este, ist Landinos italienischer Briefsteller gewidmet, der 1485 in Bologna erschien. Er trägt den Titel Formulario de epistole vulgare missive e responsive et altri fiori de ornati parlamenti und setzt einen Maßstab für offizielle und private Korrespondenz in der Volkssprache. Auch Reden und Redenanfänge sind als Muster eingefügt. Die Darstellung basiert auf der Sachkenntnis, die sich der Autor sowohl als Rhetoriklehrer als auch durch seine Tätigkeit in der Staatskanzlei angeeignet hatte.

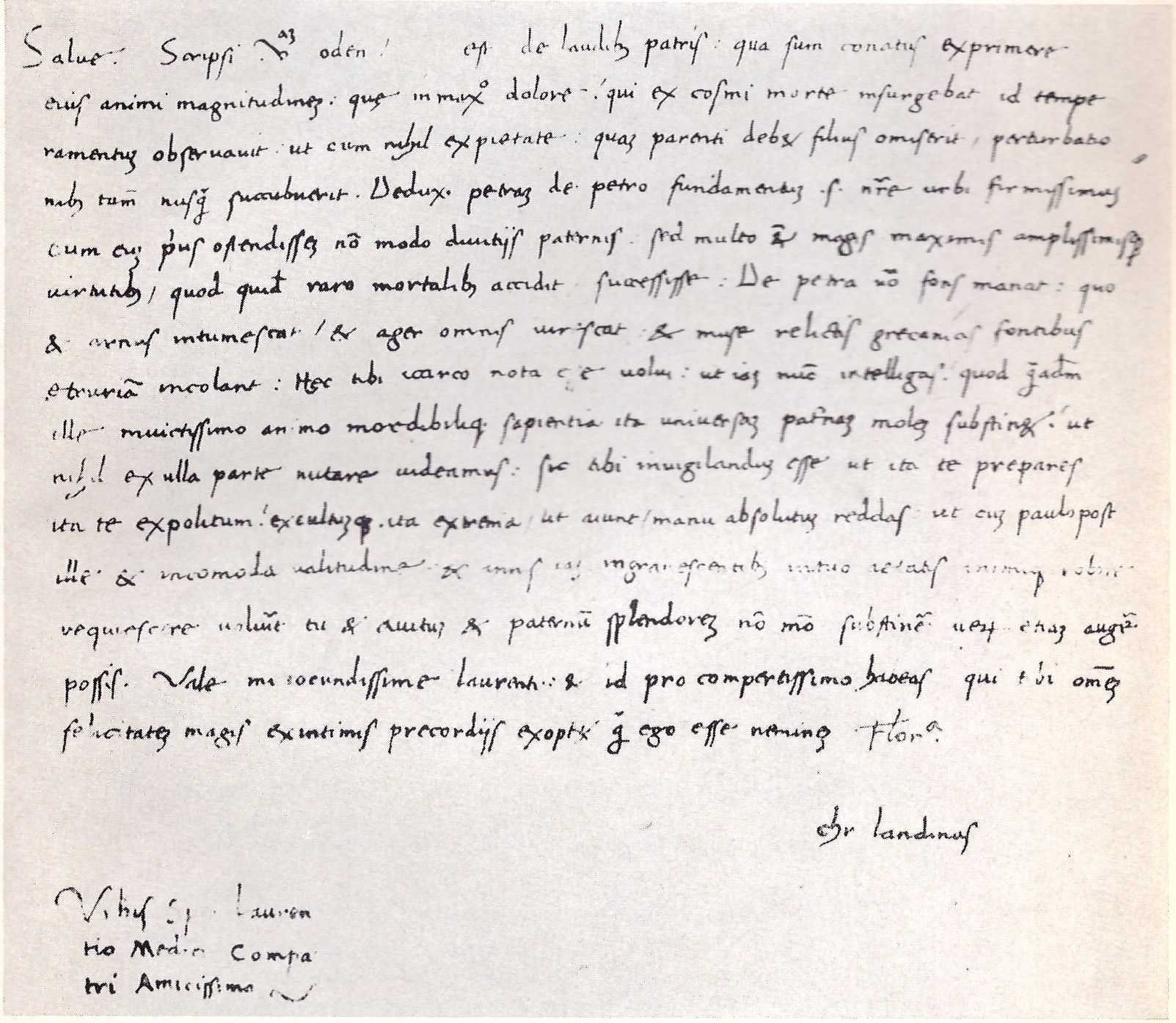
Eigenhändiger Brief Landinos an Lorenzo il Magnifico. Forlì, Biblioteca Comunale, Autografi Piancastelli, Nr. 1238

### Briefe
Mehrere Briefe Landinos sind erhalten geblieben, darunter zwei an Piero de’ Medici und drei an Lorenzo il Magnifico. Die Briefe an die Medici illustrieren den rhetorischen Aufwand, mit dem sich der Humanist um die Gunst der Machthaber bemühte. In einem anderen Schreiben beantwortete Landino eine Frage über den Ursprung des Schaltjahrs, wobei er die seit der Antike entstandenen Kalendereinteilungen erörterte.

### Lehrveranstaltungen
Einige Aufzeichnungen von Schülern Landinos aus seinen Lehrveranstaltungen sind handschriftlich erhalten, aber noch nicht ediert. Diese Quellengruppe überliefert den Inhalt von Kursen, die der Professor hielt, und vermittelt so einen Eindruck von seinem Unterricht.

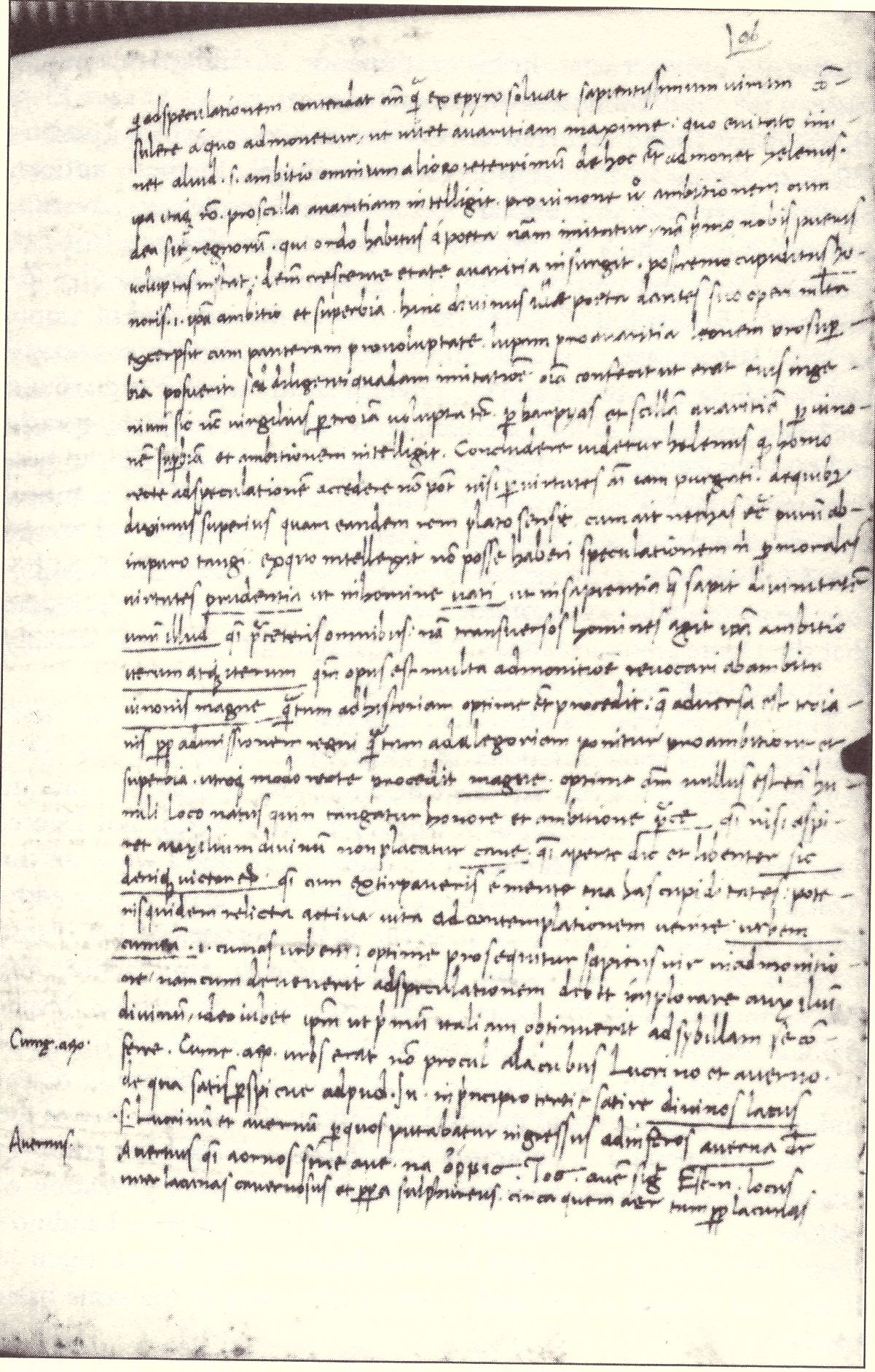
Aufzeichnungen aus einem Vergil-Kurs Landinos. Florenz, Biblioteca Medicea Laurenziana, 52.32, fol. 96r

Ein Kurs Landinos von 1461/1462 über die Gedichte der antiken Satiriker Juvenal und Persius ist in Aufzeichnungen eines nicht namentlich bekannten Studenten überliefert. Daraus geht hervor, dass der Florentiner Gelehrte auch bei den Satirikern nach philosophischen Wahrheiten suchte. Bei unverblümten Ausführungen Juvenals zur Sexualität stellte sich für ihn ein ähnliches Problem wie bei Horaz: Er sah sich genötigt, den bewunderten Dichter gegen den Vorwurf in Schutz zu nehmen, er billige sexuelle Schamlosigkeit und respektiere die Heiligkeit der Ehe nicht. Dagegen machte der Humanist geltend, der Satiriker sei auf die Sittenlosigkeit römischer Frauen nur eingegangen, um sie anzuprangern.
Erhalten sind auch die Aufzeichnungen von Landinos Schüler Bartolomeo della Fonte aus einem Poetik-Kurs des Professors von 1464/1465, in dem insbesondere die Ars poetica des Horaz behandelt wurde, sowie seine Notizen aus einem Kurs, in dem Landino Vergils Eklogen erörterte.
Im Mai 1977 entdeckte Arthur Field in Rom eine Mitschrift, die ein Student in Landinos Aeneis-Kurs 1462–1463 angefertigt hatte. Der sehr umfangreiche Text – 280 Blätter in der Handschrift – behandelt die ersten sieben Bücher des Epos. Weitere Aufzeichnungen aus einem Vergil-Kurs fand Field in Florenz in der Biblioteca Medicea Laurenziana.

## Lehre

### Das humanistische Ideal des Menschentums
Landino geht von einem humanistischen Lebensverständnis aus, dem zufolge die Mission jedes Menschen darin besteht, in seiner persönlichen Lebensgestaltung das Menschentum (humanitas) zu verwirklichen. Dies geschieht, indem man die Lebensaufgaben optimal meistert. Dazu ist neben der Charakterbildung die unablässige Aneignung von Wissen erforderlich. Das individuelle und kollektive Erkenntnisstreben ist für Landino ein herausragendes Merkmal, das den Menschen als solchen charakterisiert. Nach der Lehre des Florentiner Humanisten ist der Mensch von Natur aus so beschaffen, dass er das, was er noch nicht weiß, eifrig hinzulernt, und das, was er erkannt hat, gern den anderen zugänglich macht. Wichtig ist dabei die Bereitschaft, das, was einem an Wissen und Kompetenz noch fehlt, von jedem, der es vermitteln kann, anzunehmen, unabhängig vom sozialen Rang der Person. Bei den Bildungsbemühungen soll man sich also von jedem Standesdünkel freihalten. Mit diesem Grundsatz bekennt sich Landino zur egalitären Idee eines universalen freien Wissenserwerbs durch gemeinsame Anstrengungen gleichberechtigter Forscher, die sich gegenseitig anregen. Damit nimmt er ein Konzept vorweg, das später in den großen europäischen Akademien seine Verwirklichung finden wird. Außerdem legt er Wert auf den emotionalen Aspekt, die Freude an der geistigen Nahrung, die man genießt.
Grenzen der Wissenskapazität des menschlichen Geistes sieht Landino nicht. Im Vorwort zu seiner Übersetzung der umfassenden Enzyklopädie des Plinius verkündet er seinerseits ein enzyklopädisches Ideal des Wissenserwerbs. Er schreibt dort, es sei das vorrangige Ziel des menschlichen Geistes, sämtliche Teile der „universalen Maschine“, des Kosmos, zu durchdringen und wirkliches Wissen „über alle Dinge“ zu erlangen. Landino betont aber auch die Bedeutung der Selbsterkenntnis. Er meint, der menschliche Geist solle zu sich zurückkehren, um sich selbst zu verstehen, und er solle nicht in der Außenwelt das suchen, was er in sich selbst finden könne.

### Literaturtheorie und Weltbild

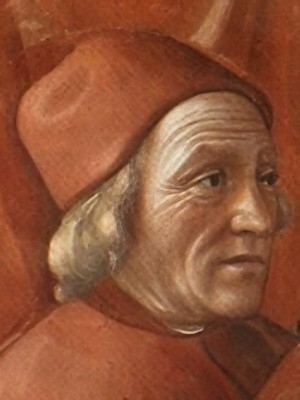
Marsilio Ficino auf einem Fresko von Domenico Ghirlandaio in der Kapelle Tornabuoni der Kirche Santa Maria Novella, Florenz

### Frühe Neuzeit

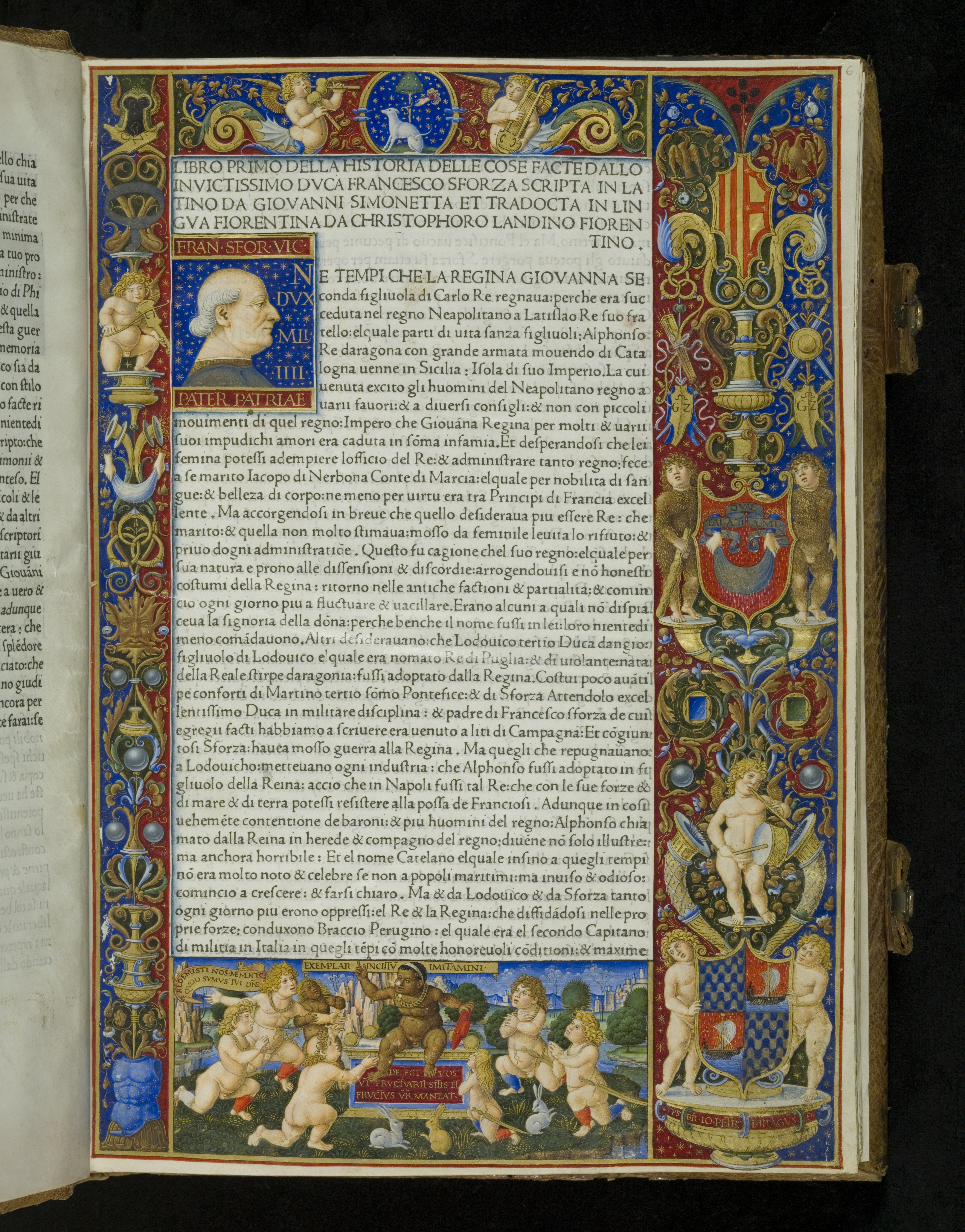
Die Prachtausgabe der von Landino übersetzten Sforziada für Galeazzo da Sanseverino. Links oben Francesco Sforza. Das dunkelhäutige Kind unten in der Mitte symbolisiert Ludovico il Moro; links neben ihm seine ebenfalls als dunkelhäutiges Kind dargestellte Tochter Bianca mit Galeazzo da Sanseverino. Warschau, Biblioteka Narodowa, Inc. F. 1347